# Marin I de Neapole
Marin I de Neapole (d. 928) a fost duce de Neapole de la 919 până la moarte.
Marin era cel de al doilea fiu al ducelui Grigore al IV-lea de Neapole și succesor al fratelui său, Ioan al II-lea de Neapole. Chronicon ducum et principum Beneventi, Salerni, et Capuae et ducum Neapolis îl numește Marianus. Potrivit acestui document, el a domnit 8 ani, 9 luni și 15 zile.
Marin a fost succedat de către fiul său, Ioan al III-lea. De asemenea, a avut o fiică, Orania, care s-a căsătorit cu ducele Docibilis al II-lea de Gaeta, căruia i-a adus Cimiterio și Liburia ca dotă.